# The House of the Dead III
The House of the Dead III (с англ. — «Дом мёртвых 3») — видеоигра, разработанная Wow Entertainment, и изданная компанией Sega для Аркадных автоматов в 2002 году. Также была портирована на Windows, Xbox и Wii. В 2012 году вместе с The House of the Dead 4 вышел порт на PlayStation 3.

## Игровой процесс
Игровой процесс игры претерпел несколько изменений. Полностью новая графика, изобилующая яркими красками. Теперь в углу экрана можно увидеть руку игрока и ствол дробовика, чего не было в прошлых частях. Также, в некоторые моменты игры, перед игроком появляется возможность выбора возможного пути прохождения. В отличие от предыдущих частей, появилась возможность спасения напарника: камера разворачивается и игрок видит напарника, атакуемого зомби. Самые опасные в этой ситуации зомби помечаются красным, их и надо вовремя убить. За спасение напарника игрок получает одно очко здоровья. Появился режим прохождения игры на время, которое пополняется за убийства врагов.

## Сюжет
События игры разворачиваются в 2019 году, спустя девятнадцать лет после событий прошлой части, в заброшенной научной станции, куда был отправлен отряд спецназа во главе с Томасом Роганом. На отряд нападают зомби. В живых остаются лишь Томас и один из солдат. Они добираются до основной лаборатории, где на них нападает один из мутантов — «Смерть». От удара через некоторое время Томас теряет сознание.
Через две недели на станцию приезжают Лиза (дочь Томаса) и Джи (его напарник). Они пробиваются через толпы зомби и мутантов в главную лабораторию, где находят Томаса живым. Его спас Дэниел — сын Доктора Кьюриена. От него они узнают, что Кьюриен создал ещё одно существо — «Колесо Судьбы». Лиза вместе с Дэниелом настигают доктора и убивают его. После этого все герои благополучно покидают станцию.

## Оценки
| Сводный рейтинг | Сводный рейтинг |
| Агрегатор       | Оценка          |
| --------------- | --------------- |
| GameRankings    | 70,72 %         |